# Can Serra i Padró
Can Serra i Padró és un nucli de població del municipi de Castellbell i el Vilar (Bages), format per l'antiga colònia tèxtil de Can Serra (escurçament del nom del fundador, Joan Serramalera) i la masia de Can Padró. És situat al nord del terme, al pla de Sant Vicenç, a mig camí de Sant Vicenç de Castellet i d'el Burés, a 1 km aproximadament de cadascuna. El 2023, no hi havia cap resident fix censat.

## Història
Can Padró, antic mas Franquesa, era propietat d'Isidre Padró. Amb només disset anys, la seva filla Maria Padró i Divins es casà amb Marià Calsina i Ribalta, i cap al 1870 van sol·licitar a l'Estat la concessió d'un salt d'aigua al Llobregat amb un cabdal de 3.800 l/s per a moure una fàbrica de filats i teixits. El 1871, mentre esperaven l'autorització, vengueren la concessió i els terrenys al fabricant de Manresa Joan Serramalera i Constantí per 2.500 duros. Els venedors li van donar pedra i sorra, així com la facultat per a construir una carretera de 22 pams d'ample, reservant-se el dret a quedar-se amb els fems i la brossa que produís la nova fábrica.
La maquinària va ser adquirida a la societat John Summer and Company de Manchester, a través de John Massey Summer, un anglès empadronat a Barcelona. El preu fou de 42.813 duros, però Joan Serramalera no en va poder pagar-lo tot, per la qual cosa va hipotecar la fàbrica i va buscar uns socis inversors, els germans Oller, sota el nom d'Oller Germans i Serramalera, cap al 1875.
El 1883, va obtenir l'estatut de Colònia Agrícola i Industrial, igual que les colònies veïnes d'el Borràs i el Burés, les úniques del Bages que van poder beneficiar-se dels privilegis de la llei del 1868. Sembla que entre els anys 1928 i 1934 (quan hi hagué un incendi) la fàbrica restà sense activitat i el 1936 hi havia instal·lada la indústria Filatures Avià SA. Va tancar definitivament el 1992.

## Descripció
La colònia de Can Serra és al marge esquerre del Llobregat, al nord del pont que connecta la C-55 i la C-16 per damunt del riu. Està formada per l'espai productiu (la fàbrica, les infraestructures hidràuliques com la resclosa, la turbina, el canal, a més dels tallers, magatzems i oficines), un espai de residència i serveis, amb els habitatges per als treballadors i les seves famílies i els dels encarregats, a més dels equipaments per a serveis i un cafè, o forn, horts, corrals, camps de conreu i escola) i finalment l'espai de domini amb els edificis més simbòlics, com la torre de l'amo amb el mur clos i una capella.
La fàbrica està construïda damunt de la roca, aprofitant el desnivell del marge, i consta de quatre plantes. La coberta és de teula àrab a dues aigües, amb el carener paral·lel a la façana principal. L'interior està il·luminat per grans finestrals perfectament alineats. L'entrada es fa per la segona planta de la façana de llevant, a causa del fort desnivell del terreny. Integrada a la nau, hi trobem l'espai destinat a capella. Al ràfec hi sobresortia un campanar de cadireta, amb una única campana.
La torre de l'amo, de planta quadrada, és de planta baixa i dos pisos, amb la coberta a quatre vessants i una torreta amb teulada piramidal al capdamunt. La composició de les façanes es forma a partir de tres eixos de verticalitat, on s'instal·len finestrals i balconades, tres a cada nivell. El balcó o balconada en l'eix central.
La xemeneia és de maons i de secció quadrangular. Està una mica inclinada. També es conserva la sala de calderes, que es troba entre la fàbrica i la torre de l'amo.
El primer bloc de pisos de la colònia era a tocar de la fàbrica. Va ser enderrocat posteriorment, i cap als anys 1960, se'n va construir un de nou per als treballadors, majoritàriament immigrants. El cos central té planta baixa amb quatre pisos i als laterals, de manera totalment simètrica hi ha una planta baixa amb dos pisos, per donar uniformitat al conjunt. La teulada és a doble vessant, en teula àrab. Està construït de manera senzilla, amb maó a la planta baixa, pedra a les quatre cantoneres, i uns ulls de bou fets de maó pla per donar llum a les escales. A tocar d'aquest edifici, també s'hi van construir unes escoles per als fills dels treballadors, d'una sola nau amb la coberta a un sol vessant, construït amb maó pla i formigó.
Can Padró es troba al nord-est de Can Serra, a la dreta del torrent de Can Padró, encaixonat entre l'autopista i la via de la RENFE.